# Леденика
Вижте пояснителната страница за други значения на Леденика.
„Леденика“ е името на пещера в Стара планина, община Враца, България.

## Местонахождение
Пещерата Леденика е разположена на 16 километра от град Враца, на територията на Природен парк „Врачански Балкан“. Намира се на 840 метра надморска височина в Стрешерския дял на Врачанската планина, в местността Леденишки увал.
Образувана е в малмски варовици (капротино-орбитолински варовици – долна креда) през кватернера, когато са се образували повечето български пещери.

## Име
Пещерата получава името Леденика заради натрупването в началните ѝ части – „Преддверието“ и „Малката зала“, на големи прозрачни и млечнобели маси лед през зимния сезон (от края на ноември до май, когато температурите в тях се понижават под 0 °C); изследвани са от геоморфолога Вл. Попов.

## Откриване и изследване
Пещерата е била известна още по времето на османското владичество. Овчарите са я използвали, за да съхраняват вътре овчето мляко. Посетена е и картирана най-напред от Ненко Радев през 1922, 1923, 1924 и 1925 г. Районът около пещерата е бил собственост на Хр. Чомаков, който през 1927 г. дарява 100 декара ливади и гори на туристическото дружество „Веслец“, Враца. По-късно пещерата е благоустроена и през 1961 г. е отворена за посещения.
Входът на пещерата е разположен в най-ниската част на Леденишкия увал, на дъното на долина, имаща форма на леген. Температурата се променя от –7 °C до 15 °C в преддверието и до 8 °C във вътрешността. Влажността на въздуха е 92%. Има множество галерии и интересни калцитни форми – сталактити, сталагмити и сталактони, формирани в продължение на хиляди години. Дълга е около 320 m, с денивелация 37 м (-21 м, 16 м) и има десет зали. Първата зала е Преддверието (най-ниската част на пещерата), в която се издига огромна ледена колона с диаметър близо 21 метра. Следват няколко метра, през които човек трябва да се движи ниско наведен – проходът Плъзнята. През него се достига до Малката зала, която има почти кръгла форма, дълга е 21, широка 17 и висока 5 м. Началните части на пещерата обикновено не задържат погледа, но именно тук от ноември до май се появяват заледяванията, дали името на пещерата. След още едно стеснение, през пещерния коридор Комата, се достига Голямата (Концертна) зала, дълга 60, широка 45 и висока до 23 м. Тя е много богата на образувания; някои от тях са наречени с различни имена заради интересната им форма – Крокодила, Главата на великана, Сокола, Дядо Коледа, Къщичката на баба Яга и много други. Под Концертната зала се намира още една – Хладилника. В минали времена хората са я ползвали за съхраняване на бубено семе. Отклонявайки се вдясно от Концертната зала, се стига до малко синтрово езеро с дълбочина 0,50 m, за което има легенда, че водата му е вълшебна и изпълнява желанието на всеки, който потопи ръката си в него.
От Голямата зала по железни мостове се преминава през Малката и Голямата пропаст, през коридора Завеските и се стига до т.нар. Бяла зала. Тук могат да се видят образуванията Свекървен език, Жената на великана, Слонът, Къпещата се девойка. Най-високата точка на пещерата се нарича Седмото небе.
Пещерата е най-атрактивна за разглеждане през зимата и пролетта. Според специалистите тя има „божествена“ акустика.

## Животни и растения
От растителния свят се срещат лишеи и мъхове, които са слабо развити. Животинският свят не е много богат, има прилепи, пещерни бръмбари, мокрици, паячета. Единствено тук може да се види насекомото Леденикус или Светломразец.
След започването на масовите посещения прилепите, както отбелязва още навремето Ненко Радев, „тия полезни животни, които по-рано са обилствували по всички кюшета на пещерата са се оттеглили в Новия канал и съвсем малко по останалите части.“ Пещера Леденика дава убежище на 4 вида прилепи, регистрирани чрез преки наблюдения и улови с мрежи, които я обитават през различните сезони:
- Голям подковонос (Rhinolophus ferrumequinum)
- Малък подковонос (Rhinolophus hipposideros)
- Мустакат нощник (Myotis mystacinus)
- Полунощен прилеп (Eptesicus serotinus)

Големият и Малкият подковонос са сред приоритетните видове за опазване в цяла Европа.

## Туризъм
- Пещерата Леденика е сред Стоте национални туристически обекта на Български туристически съюз под номер 16, има печат.
- Леденика е благоустроена за туристи през 1961 година и е една от основните туристически забележителности в района.
- С Постановление на Министерския съвет No.2057 от 28.11.1960 г. пещерата Леденика е обявена за природна забележителност и е вписана в Списъка на защитените територии и защитени зони в България. От 6 март 2010 г. тя се стопанисва от община Враца.

## Други
На Леденика е наречена улица в квартал „Требич“ в София (Карта).